# Lymantria bantaizana
Lymantria bantaizana är en fjärilsart som beskrevs av Matsumura 1933. Lymantria bantaizana ingår i släktet Lymantria och familjen tofsspinnare. Inga underarter finns listade i Catalogue of Life.